# Fluorescentiescherm
Een fluorescentiescherm is een scherm bedekt met een laagje fluorescerend materiaal dat elektronenbundels en röntgenstralen zichtbaar maakt. Het wordt gebruikt voor onder meer beeldbuizen en in de radiologie.
Wanneer een elektron op dit scherm botst, licht het even op. Dit oplichten wordt veroorzaakt doordat de atomen in het fluorescerende materiaal energie krijgen en in een aangeslagen toestand raken. Bij het opheffen van deze aangeslagen toestand komt energie vrij in de vorm van een foton dat een frequentie binnen het zichtbare licht heeft. Dit verschijnsel valt onder luminescentie.